# Mare di Väinameri
Il Mare di Väinameri è uno stretto e una baia del Mar Baltico, situato tra l'Arcipelago dell'Estonia occidentale e l'Estonia continentale.
È la parte settentrionale del Golfo di Riga e ospita l'omonima area naturalistica protetta.

## Nome
Il nome di questa zona di mare si è affermato solo nel XX° secolo. Väinameri significa letteralmente “mare stretto”: väin è il termine in lingua estone per “stretto”; meri significa "mare".

## Caratteristiche
Il Väinameri copre una superficie totale di circa 2.200 km². Ha molte isole e il mare è relativamente poco profondo, con una media di soli cinque metri, fino a un massimo di 24 metri tra le isole di Muhu e Kesselaid.
Dal punto di vista idrologico, il Väinameri differisce notevolmente dal Mar Baltico aperto, in particolare per le onde basse, la maggiore variazione annuale della temperatura dell'acqua, la salinità inferiore e la copertura di ghiaccio più spessa e persistente nei mesi invernali.

## Storia
Nel Medioevo, la pericolosa rotta marittima tra il Golfo di Finlandia e il Golfo di Riga attraversava il canale di Harri nella parte orientale di Väinameri. All'isola all'ingresso fu dato il nome Paternoster (oggi Viirelaid). Durante la prima guerra mondiale i canali marittimi nel Väinameri vennero scavati per renderli più profondi, in particolare fino al porto di Rohuküla.
Le isole di Muhu e Saaremaa sono ora collegate da una diga lunga 3,6 km (Väinatamm), accessibile anche in auto. Fu inaugurata il 27 luglio 1896 dopo due anni di costruzione.